# Baeus archaearaneus
Baeus archaearaneus är en stekelart som beskrevs av Marta Susana Loiácono 1973. Baeus archaearaneus ingår i släktet Baeus och familjen Scelionidae. Inga underarter finns listade.